# Gräsö landskommun
Gräsö landskommun var en tidigare kommun i Stockholms län. 

## Administrativ historik
Landskommunen bildades 1863 ur Gräsö socken i Frösåkers härad i Uppland. Vid kommunreformen 1952 uppgick denna landskommun i Öregrunds stad som 1967 uppgick i Östhammars stad  som 1971 ombildades till Östhammars kommun samtidigt som området övergick till Uppsala län.

## Politik

### Mandatfördelning i valen 1938-1946
| 8 | 12 |

| 20 |

| 6 | 14 |

| 19 |

| 7 | 13 |

| 20 |